# الدوري البرتغالي الدرجة الثانية 2005–06
الدوري البرتغالي الدرجة الثانية 2005–06 (بالبرتغالية: II Divisão B de 2005–06‏) هو موسم من الدوري البرتغالي الدرجة الثانية. فاز فيه C.D. Olivais e Moscavide ‏.